# Pelotaris vascos en Extremo Oriente
Los pelotaris vascos en Extremo Oriente surgieron de la numerosa colonia  de emigrantes vascos  en Filipinas, Indonesia y China desde finales del siglo XIX.

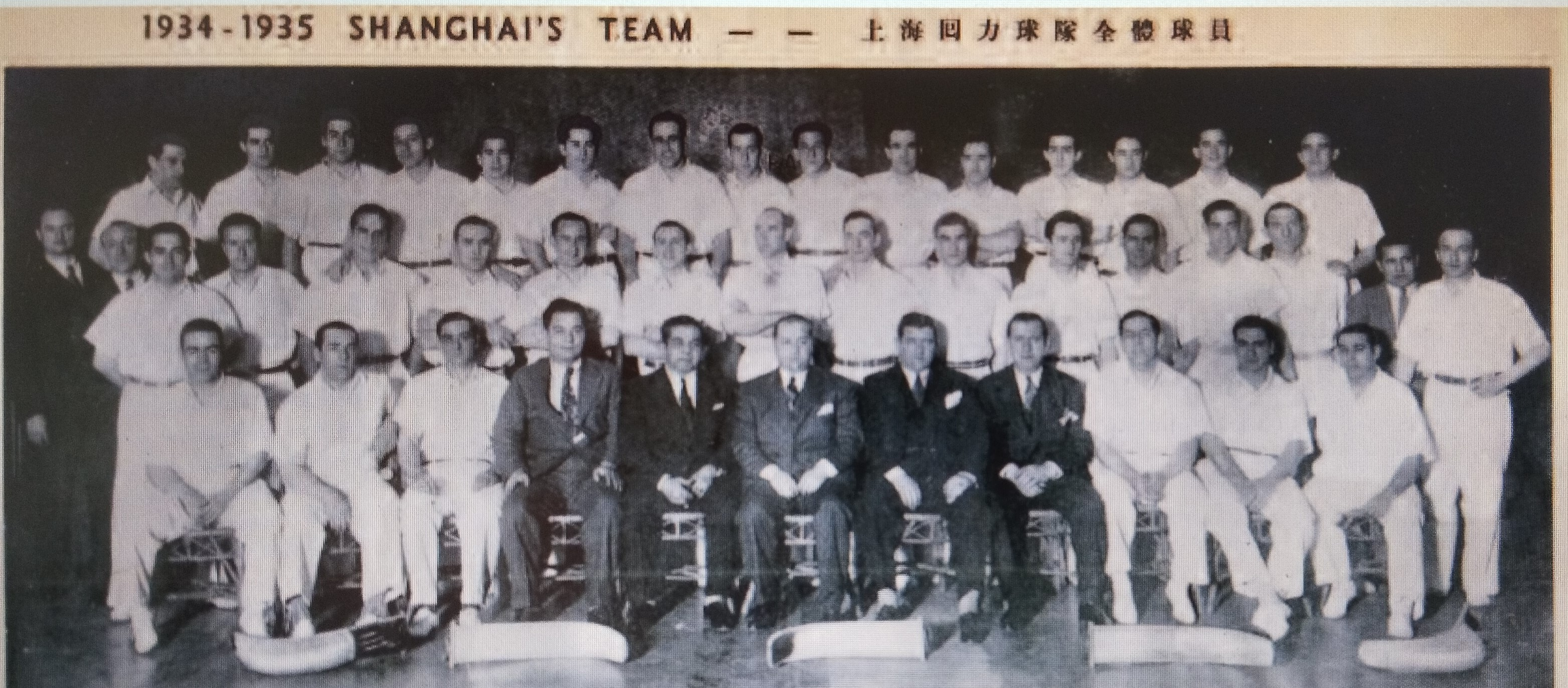
Pelotaris de cesta punta en Sanghai

La sencillez de las instalaciones en las que  bastaban los muros de un almacén para su desarrollo  facilitó su difusión.
En las instalaciones del Casino Español de Manila se construyó el primer frontón de cesta punta asiático en 1917.
Gracias a la vistosidad del juego y su relación con las apuestas, el jai-alai fue un símbolo de modernidad que se extendió por todo el mundo en la primera mitad del siglo XX.
El eibarrés José María Arancibia fue el máximo impulsor de la cesta puta en Oriente pasando de jugador profesional a promotor  de los frontones de Cebú, Yacarta y Macao.
En 1986 se cerraron los últimos frontones en Filipinas con lo que desaparecía la cesta punta en Extremo Oriente.

## Descripción
En  la década de 1930 la cesta punta estaba en plena expansión y ya existían canchas de Jai-Alai  por todos los rincones del mundo como Milán, Roma, Florencia, Turín, Bruselas, Tánger, Fez, Marrakech, Rabat, El Cairo, Alejandría, La Habana, México D.F., Tampico, Buenos Aires, Bogotá, Río de Janeiro, Sao Paulo, Miami, Chicago, Nueva Orleans, Madrid, Barcelona, Sevilla, Valencia, Bilbao, San Sebastián, etc.
En los inicios de esa década se abrieron en China dos frontones excelentemente acondicionados en Sanghai  inaugurado en 1929  y  en  Tientsin inaugurado en 1934.
Estos frontones tuvieron una intensa vida hasta que los acontecimientos bélicos provocaron su cierre hacia 1945.
En Yakarta (Indonesia) y Macao (China) existieron también grandes frontones de cesta-punta que se abrieron al público en 1970 y 1974, respectivamente. El frontón de Yakarta tenía capacidad para 5000 espectadores. 
La prohibición de todos los juegos de apuestas en Indonesia en 1981 conllevaron el cierre de los frontones en el país.
En Manila (Filipinas) se inauguró un gran   frontón en 1940 siendo el mejor acondicionado de la época . También en Filipinas, concretamente en Cebú, se inauguró otro frontón en 1964.
Todos los frontones de Filipinas cerraron en 1986 por orden gubernamental aunque en Manila se jugó ocasionalmente hasta el año 2001.  
El público oriental siguió con interés el deporte de la cesta punta, inicialmente por parte de las clases pudientes de la sociedad aunque con el tiempo se popularizó.
La mayor parte de los pelotaris  provenían en su mayor parte del País Vasco, pero con el paso de tiempo fueron incorporándose pelotaris orientales.  En 1980, de 35 jugadores en el frontón de  Macao, seis eran de nacionalidad china.
La prohibición de las apuestas,  la difusión de otros deportes de masas y el alejamiento cultural por los cambios geo-políticos hicieron desaparecer el Jai-Alai en el Extremo Oriente.
Hoy en día muchos frontones han desaparecido, pero otros se conservan dedicados a otros usos.
Al cierre de los frontones orientales, los pelotaris emigraron  a México o Cuba, y más tarde a Miami.
Con el cierre del último frontón en Miami en el año 2021, actualmente  el deporte del  jai-alai se circunscribe al País Vasco.